# يوتو هورغومي
يوتو هورغومي (مواليد 7 يناير 1999) هو لاعب تزلج على اللوح ياباني،حصل على الميدالية الذهبية في أولمبياد 2020.